# Maximilian Franz Thiel

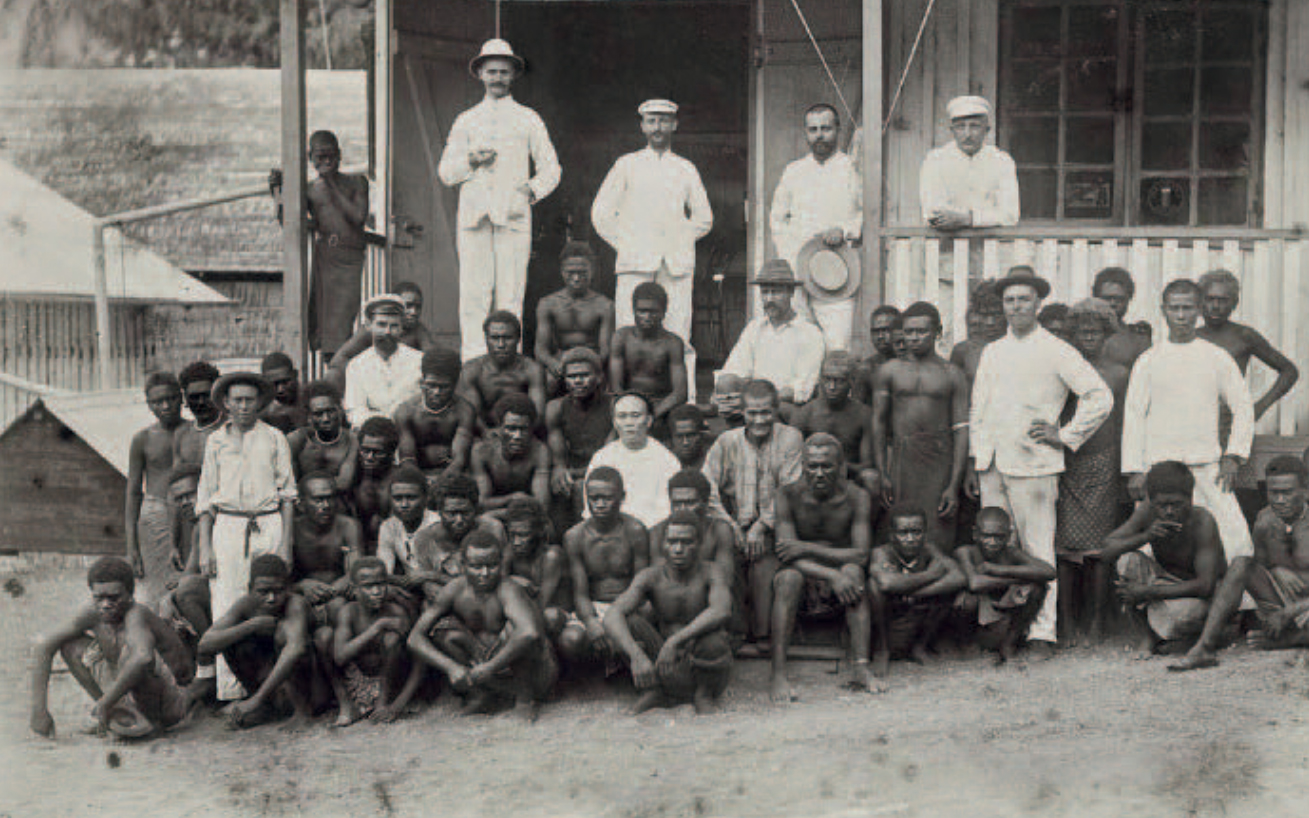
Anställda vid Hernsheim & Co., ca 1890.

Maximilian Franz Thiel, ofta kallad Max Thiel, född 12 januari 1865 i München i Kungariket Bayern, död 16 maj 1939 i Hamburg i Tyskland, var en tysk handelsagent som arbetade för Hernsheim & Co i Tyska Nya Guinea. Han var chef för Stillahavsområdet i det tyska företaget. Hans mor var syster till bröderna Eduard och Franz Hernsheim, grundarna av Hernsheim & Co. År 1884 bodde han på Jaluit, Marshallöarna, samtidigt som Franz Hernsheim var där. 1885/86 kom han till Tyska Nya Guinea och bosatte sig i Matupi i Rabaul, Niu Briten i Bismarckarkipelagen där också Eduard Hernsheim bodde. Här var han såväl chef som delägare i Hernsheim & Co. Under denna tid var han också norsk konsul i Tyska Nya Guinea.

## Etnografiska samlingar
En viktig del av verksamheten för Thiel och Hernsheim & Co var etnografiska samlingar. Han insåg snart att det fanns mycket pengar i etnografica och att det var läta att sälja denna typ av samlingar till resenärer i regionen och till museer i Europa. Han lagrade samlingar i sitt hus på Matupi men de var ofta dåligt märkta och saknade korrekt kategorisering, ursprungsort, folkgrupp etc. År 1902 anställde Thiel Franz Hellwig, en tidigare anställd vid Deutsche Handels- und Plantagengesellschaft som hjälp i insamlandet. Hellwig hade bott länge i regionen och hade förvärvat en stor samling som var till salu.
Det finns samlingar från Thiel i många museer i USA och Europa samt även i Sverige. Samtidigt som han var på Jaluit 1884 kom Hjalmar Stolpe dit i samband med Vanadis världsomsegling. Under tiden på Matupi träffade han Erik Nyman och Birger Mörner.

## Familj
Han var son till Friedrich Thiel och Rosette Albertine Thiel, född Hernsheim, samt systerson till Eduard och Franz Hernsheim. En bror var Carl Ludwig Thiel.